# Corbíns
Corbíns (en catalán y oficialmente, Corbins) es un municipio español de la provincia de Lérida, en Cataluña. Se ubica situado al norte de la comarca del Segriá, en el límite con la de la Noguera y en la confluencia entre los ríos Segre y Noguera Ribagorzana. 

## Geografía humana

### Demografía
Cuenta con una población de 1502 habitantes (INE 2024).
| Gráfica de evolución demográfica de Corbíns entre 1842 y 2021 |
| |
| Población de derecho según los censos de población del INE Población de hecho según los censos de población del INEEn estos censos se denominaba Corbíns: 1842, 1857, 1860, 1877, 1887, 1897, 1900, 1910, 1920, 1930, 1940, 1950, 1960, 1970 y 1981 |

| 1900 | 1930 | 1950 | 1970 | 1981 | 1986 |
| ---- | ---- | ---- | ---- | ---- | ---- |
| 959  | 1105 | 1009 | 1067 | 1048 | 1034 |

## Servicio y actividades
Algunos servicios de los que dispone el pueblo son guardería, escuela pública de educación primaria, dispensario, matadero, polideportivo, piscinas, sala de teatro o campo de fútbol. También está el Museo de Corbins.
A pesar de que cada vez hay menos jóvenes que se dedican, Corbins sigue siendo un pueblo principalmente dedicado al cultivo de la fruta dulce (manzana, pera, melocotón, nectarina, ciruela y cereza). Por este motivo durante la campaña de recogida, la población aumenta sensiblemente.
En los últimos años, con la creación y dinamización de La Serreta de Corbins, un espacio natural junto al pueblo, este ha experimentado un aumento significativo de visitas de ciclistas, ya que es un lugar ideal para la práctica del ciclismo de montaña. Tanto es así, que Corbins se ha convertido en un punto de referencia para la práctica de este deporte en las Terres de Lleida, y en octubre de 2019 se llevó a cabo la primera prueba deportiva, a nivel provincial.

## Comunicaciones
Se comunica por la carretera C-12 con Lérida y Balaguer, las dos ciudades más importantes en su entorno. Asimismo, se comunica a través de otras vías vecinales con los municipios de Benavent de Lérida, Villanueva de la Barca y Albesa, entre otros. A 4 km al sur se encuentra el enlace con la variante de la A-2, autovía que enlaza las ciudades de Lérida y Barcelona.